# Apor-kastély (Altorja)
Az Apor család tulajdonát képező, magas kőkerítéssel körülvett altorjai kastély (románul conacul Apor) a település egyik értékes épülete, a főút jobb oldalán, 144. szám alatt található. A késő reneszánsz stílusú székelyföldi kastély Kovászna megye műemlékeinek hivatalos jegyzékében műemlék épületként szerepel.

## Története
A falu első írásos említése a korabeli dokumentumok szerint Thoria néven 1307-re tehető. Az 1332-37. évi tizedjegyzékben Thorya, Torya Inferior vagy Terya néven szerepelt. 
Az Aporok a legjelentősebb háromszéki primor családok egyikeként, 1307-ben vásárolták meg az altorjai birtokot, letelepedésük után ott alakították ki ősi lakhelyüket.
A mai kastély helyén egykor háromrészes udvarház állott, amely a 16. századi székelyföldi nemesi kúriák mintájára készült. Az épület első írásos emlí1tése 1536-ra tehető. 
A család altorjai udvarháza a viharos századfordulón (1600) „Mihály vajda bejövetele" idejében elpusztult. 
Az 1630-as évek folyamán Apor (I.) Lázár (1595–1643) kézdiszéki alkirálybíró és felesége, Imecs Judit újjáépíttette a kúriát, felhasználva az ősi udvarház köveit.
Az 1651-re elkészült, díszes falfestésű épület tulajdonosa már (I.) Lázár fia Apor (III.) András (megh. 1667) volt.  
A kastély történetének következő, meghatározó fejezete Apor (VI.) István (1638-1704) nevéhez és az 1693-as évhez kötődik. Az 1690-es Thököly-féle dúlást követően az udvarház nagyméretű átépítésére és kelet felé új, boltozott szobákkal való bővítésére került sor. Arra az időszakra tehető az egykori díszes kőtornác építése, a ma is látható, faragott reneszánsz ajtókeretek, a „Kis palota" időközben elpusztult falképeinek újrafestése és az új, délkeleti helyiség reneszánsz stílusjegyeket viselő kis erkélyének kialakítása. Akkor történt az északnyugati szoba, a „Bolt" stukkós  boltozatának kialakítása is, ez tekinthető a barokk stílus első székelyföldi megjelenésének. A 17. századi  javítások emléke többek között a „Nagy palota" famennyezetének díszes faragott gerendázata. 
A tornác helyén később épített portikusz falában három 17. századi, latin feliratos, címeres emlékkő maradt fenn. Az egyiken az 1640-es évszám látható, amely a család csíklázárfalvi birtokáról származik. A másik az Apor és a Farkas családok címerével díszített kőtábla, a harmadik Apor (V.) Péter címeres latin nyelvű epitáfiuma, amely eredetileg az altorjai templomban volt elhelyezve és onnan került át a kastélyba. Az építtetőkre utal a két egyforma, fogrovátkás, faragott reneszánsz ajtókeret is, ezeken Apor István és harmadik felesége, Farkas Zsuzsanna neveinek kezdőbetűi, illetve az 1693-as évszám látható.
A 19. század folyamán az épületet klasszicizáló stílusban alakították át, akkor építtette br. Apor (VI.) Lázár (1784-1868) a főhomlokzatot meghatározó emeletes középrizalitot, ennek ellenére a reneszánsz és népi barokk stílusjegyeket mutató épület 18. századi állapota napjainkig csaknem teljesen megőrződött.
A sírkápolna, 1831-ben épült, építtetője br. Apor (VI.) Lázár.
Az altorjai birtok utolsó ura br. Apor (VII.) Péter (1888-1982), aki 1940-1942 között Háromszék vármegye főispánja volt. A kastélyt az ő ideje alatt államosították, amelyben a kommunizmus idején a községi termelőszövetkezet irodája működött. A rendszerváltást követően, 1992-ben id. Apor Csaba (1921) visszaigényelte az épületet. 
Az Apor család örököse 2001-ben bízta meg Benczédi Sándor építészt az épületen végzendő munkálatok irányításával. A kutatásokhoz 2002-ben láttak hozzá, a helyreállítással kapcsolatos régészeti ásatás során sikerült azonosítani az altorjai udvarház területén a középkori lakóhely  maradványait. 
A felújítási, restaurálási munkálatok mellett az idős báró és fia, ifj. Apor Csaba (1960) birtokaik rendezését tekintették fő feladatuknak.

## Leírása
Az altorjai Apor-kastély 17. századi késő reneszánsz stílusú műemlék épület, melyet a 19. században klasszicista stílusban alakítottak át.
Apor Lázár építkezései révén alakult ki Altorján a három alápincézett szobából, konyhából, kamrából álló udvarház, amely a 17. század végéig megőrizte alakját. Ebből az időből maradt fenn az ásatás során előkerült APOR LA[...] feliratos kőtöredék. 
A téglaboltozatos pincében másodlagosan elhelyezett faragott, fogazatos, feliratos fa ajtókeret, melyet később hordóformán kivágtak, ugyancsak abból az időből származhat.
Az udvarházat 1666-ban Apor Lázár özvegye Imecs Judit és három fia: András, Farkas, és János osztotta fel egymás között. Apor János (-1678, br. Apor Péter apja) saját házat épített magának, az udvarház pedig 1679 után Apor István birtokába került. A család hírnevét és felemelkedését megalapozó báró és gróf, erdélyi kincstartó Apor István (1638–1704) a  Thököly-dúlást követően az udvarházat 1693-ban késő reneszánsz stílusban átalakította.
Az építkezés emlékét két, vörös andezitből faragott, fogazatos, évszámos kő ajtókeret, a délnyugati szoba új boltozatának feliratos (STPH APOR, FRK SUSANNA) stukkódíszei, a pitvar falába beépített, az Apor és Farkas családok kettős címerét tartalmazó és az 1696-os  évszámmal ellátott,  faragott márványtábla jelzi.
Apor István két újabb, boltozott és stukkódíszes szobával és az alattuk lévő két pincehelyiséggel bővíttette az épületet. Ugyancsak neki tulajdonítható a kis reneszánsz erkély építése, melynek párja a Kálnokyak miklósvári kastélyán látható.
A művészettörténeti szempontból legértékesebb termekben, a „Boltban", a „Kis palotában" és a „Nagy palotában" 17. századi falképek vannak, amelyek egy része viszonylag jó állapotban fennmaradt: a gazdag erdélyi növényornamentika mellett allegorikus figurák, vadászjelenetek, csatajelenetek és  egy családi arcképcsarnok is látható. A felbecsülhetetlen értékű, száraz vakolatra festett falképek az egész Kárpát-medence talán legrégebbi és legjobban megmaradt ilyen jellegű képei. 
Ugyanabból az időszakból származnak az épületben talált kőből faragott reneszánsz kályhalábak is. Szintén arra az időszakra utal az Aporok grófi címerének kőtöredéke: kardot tartó kinyújtott páncélos kar kettős kereszttel.
Apor István unokaöccse és egyik fő örököse, az emlékíró Apor Péter (1676—1752), aki közel fél évszázadon keresztül lakott a kúriában, feltehetően ő is végeztetett rajta módosításokat. A főbejárat belső oldalán befalazva található az 1738-as évszámot jelző sírköve, melynek feliratában rövid életrajza olvasható, korai árvaságáról, a nagyszombati iskolázottságáról, címeiről szóló megemlékezéssel. Apor Péter halálát követően, a 18. század második felében a kúriát elhanyagolták, tetőszerkezete megromlott. 
Újabb, nagyobb méretű átalakításokat br. Apor Lázár cs. k. belső tanácsos végzett az épületen, aki az épület birtokba vétele után, 1814-ben kijavíttatta tetőszerkezetét. A régi, nyitott tűzhelyű konyhát véglegesen felszámolta, módosított a szobák nyílásain is. Jelentős átépítésének eredménye a kúria emeletes, klasszicista stílusú kőtornáca.
A kastély szomszédságában még két épület található, az egykori gabonás, illetve Apor Péter történetíró szülőháza. Ezen, utóbb átalakított házban élnek ma a család hazatelepedett tagjai. A faluban található két családtag szobra is: Apor Péter történetíró alakját 1996-ban és boldog Apor Vilmos püspök alakját 1998-ban faragta kőbe Miholcsa József erdélyi szobrászművész. A történetíró szobrát, a család a kastély udvarán helyezte el, a vértanú püspök szobra és emléktáblája az Aporok neogótikus sírkápolnája mellett látható.

## Építtetői, tulajdonosai, lakói
Az Apor család 1307-ben vásárolta meg a torjai birtokot, letelepedésük után ott alakították ki ősi lakhelyüket.
A mai kastély helyén a 16. században egy háromrészes udvarház állott. A család altorjai udvarháza a viharos századfordulón, a 17. század elején elpusztult.
Az 1630-as évek folyamán az épület Apor (I.) Lázár (1595-1643) kézdiszéki alkirálybíró és felesége, Imecs Judit tulajdonába került. Abban az időben újjáépíttették a kúriát, felhasználva az ősi udvarház köveit. A kúriát 1666-ban Apor Lázár özvegye Imecs Judit és három fia: András, Farkas, és János osztotta fel egymás között. 
Apor János (-1678, br. Apor Péter apja) saját házat épített magának, az udvarház pedig 1679 után Apor István birtokába került. 
A család hírnevét és felemelkedését megalapozó báró és gróf, erdélyi kincstartó Apor István (1638-1704) a Thököly dúlást követően az udvarházat 1693-ban késő reneszánsz stílusban átalakította.
Apor István unokaöccse és egyik fő örököse, az emlékíró Apor Péter (1676—1752) közel fél évszázadon keresztül lakott a kúriában. A főbejárat belső oldalán befalazva található a sírköve, amelynek feliratában rövid életrajza olvasható.
Apor Péter halálát követően, a 18. század második felében a kúriát elhanyagolták, tetőszerkezete megromlott. 
A 19. század folyamán a klasszicizáló stílusban átalakított épület br. Apor (VI.) Lázár (1784-1868) tulajdonába került.
Az altorjai birtok utolsó ura br. Apor (VII.) Péter (1888–1982), Háromszék vármegye 1940–42 közötti főispánja volt, tőle államosították a kastélyt.
A kommunizmus idején a községi termelőszövetkezet központja működött benne. A rendszerváltást követően, 1992-ben id. Apor Csaba (1921) visszaigényelte a műemlék épületet.